# 洪崖洞民俗风貌区
洪崖洞民俗风貌区，常简称为洪崖洞，是位于中国重庆市渝中区的商业景区，由重庆小天鹅集团修建并运营，于2006年正式开放。其主体建筑仿照重庆传统吊脚楼的风格，依山而建，高11层，商业面积5.3万平方米，目前是国家4A级旅游景区。
2016年，洪崖洞民俗风貌区的夜景凭借抖音等短影片平台于中国内地社交网络走红，游客人数连年增多，被重庆官方誉为“城市名片”和“重庆宴客厅”。

## 历史

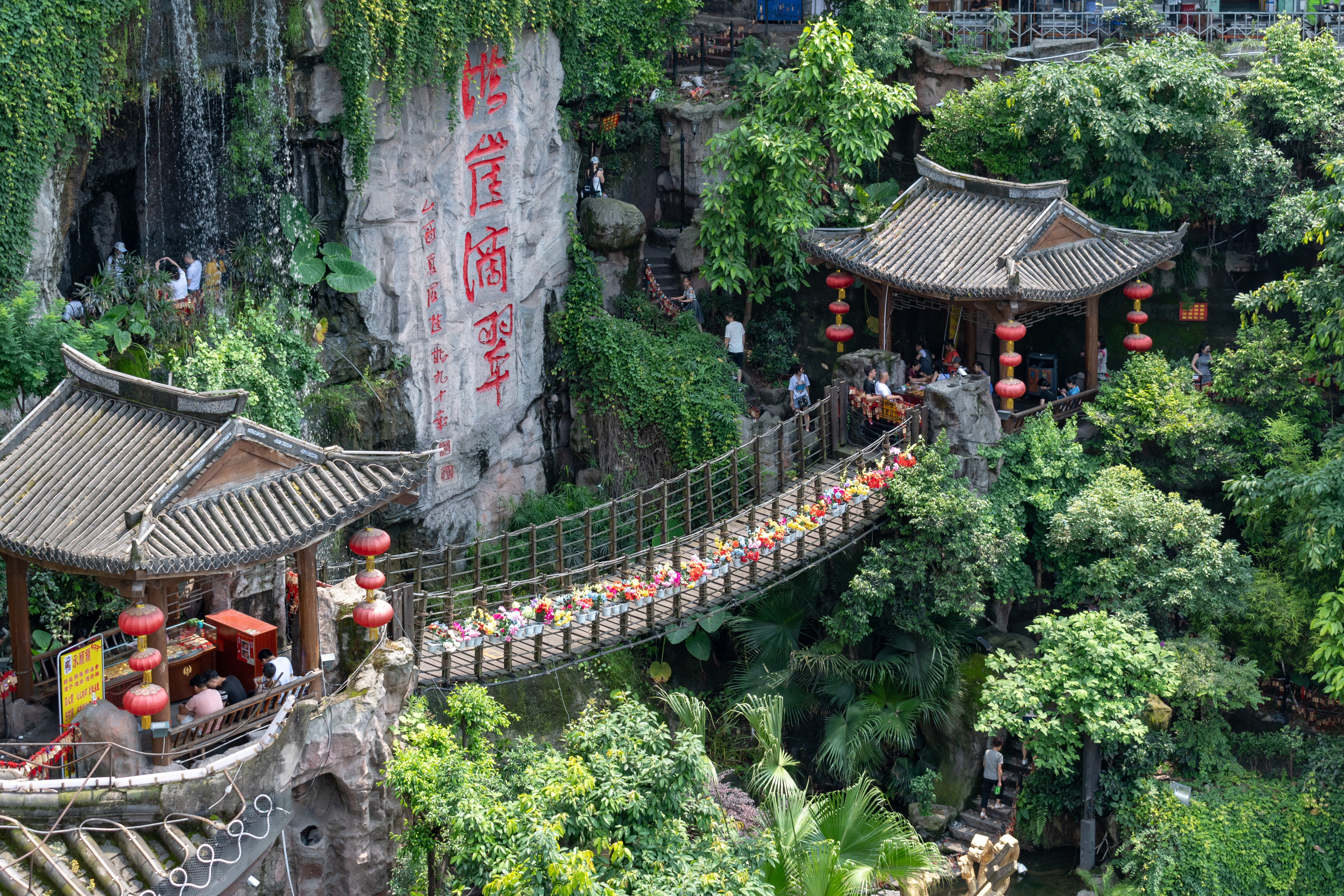
“洪崖滴翠”景观

洪崖洞为一天然崖洞，其飞瀑景观曾是巴渝十二景之一，名为“洪崖滴翠”。洪崖洞所在处修建有城门洪崖门。20世纪40年代，此地因水路贸易兴盛而吸引大量居民定居，依山建成许多吊脚楼民居。中华人民共和国建立后，此地步入衰落，至建成民俗风貌区之前，不少老旧民居成为危房。
1999年8月，重庆市渝中区政府和有关部门经过研讨，决定将洪崖洞片区定位为“重庆洪崖洞传统民俗风貌区”，以吊脚楼的传统民居形式建造商业街区。洪崖洞民俗风貌区被定为重庆市2005年八大“民心工程”，由重庆小天鹅集团投资建成，并于2006年9月29日正式开放。民俗风貌区建成之初的营收成绩不佳，开街初期几乎每个月都要亏损百万元。
2016年起，凭借抖音等短视频平台，洪崖洞民俗风貌区的夜景录像在中国内地互联网走红，网民常将夜景描述为与日本动画电影名作中的汤城相似。洪崖洞民俗风貌区也因而被誉为“热门网红打卡地”，游客连年增多。2018年五一劳动节假期，洪崖洞游客量突破8万人次，于全中国仅次于北京故宫。2019年五一假期，游客量又突破14万人次。根据马蜂窝旅游网发布之“2019年五一小长假境内热门景点趋势报告”，洪崖洞民俗风貌区超越北京故宫，位列中国内地第三名。
2020年7月20日，重庆市人民政府授权市商务委、市文旅委等10个部门发布《关于加快夜间经济发展促进消费增长的意见》，将洪崖洞民俗风貌区划为“两江四岸”核心区的特色夜市街区，要求推动设施改造提升。

## 组成
- 洪崖洞吊脚楼
- 洪崖洞夜景
- 洪崖洞内部一角
- 洪崖洞内部一角

洪崖洞建成之初，分为“紙鹽河酒吧街”、“天成巷巴渝风情街”、“洪崖洞盛宴美食街”及“城市阳台异域风情街”共4条商业街区，分布在11层建筑内部。在外部也保留了被称为“洪崖滴翠”的洞口飞瀑景观。洪崖洞民俗风貌区因其夜间景观而著名，整个吊脚楼建筑群的轮廓在夜间全部以金色灯光点亮，颇为耀眼，因而成为热门的旅游景点及摄影对象。

## 影响

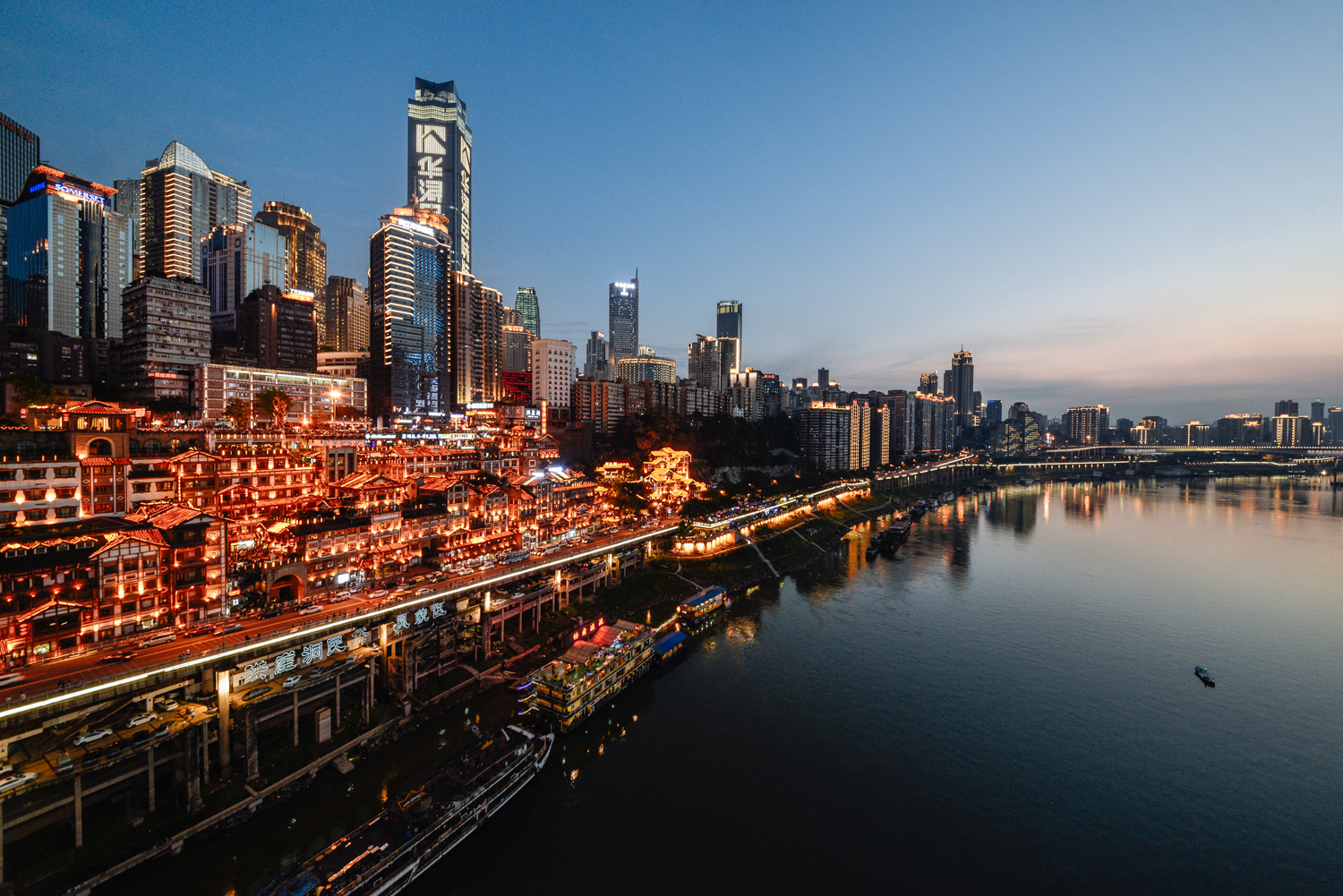
黄昏时分的嘉陵江南岸，可见点亮灯光的洪崖洞民俗风貌区

自2006年建成以来，洪崖洞一直是重庆官方旅游宣传的主要对象，在旅行社和传统媒体版面作出不少宣传，然而真正走红却是自2016年，通过短视频平台于网络走红，目前成为重庆的旅游地标与象征之一，已经被重庆官方誉为“城市名片”和“重庆宴客厅”。由于这一街区的崛起很大程度上依靠短视频平台，“洪崖洞现象”也在中国内地引起思考和研究，被视为“短视频营销”打造的典型“网红景点”，“短视频营销”的效果得到广泛关注。
由于游客人数爆炸性增长，关于洪崖洞风貌区承载能力和安全隐患的问题也得到媒体关注。洪崖洞景区管理公司总经理张奇在2018年接受采访时称，洪崖洞风貌区内部的各种公共设施长时间超负荷运行，安全问题日益凸显；原有估计的容量仅为5至8千人，但在旅游旺季往往上万，在五一假期期间甚至达到5至8万，为估计容量之10倍，基础设施难以应对大量游客，造成交通拥堵、内部拥挤等相关安全问题。